# Сьвяточная
«Сьвяточная» (рус. «Праздничная») — четвёртый студийный альбом белорусской поп-рок-группы Крамбамбуля, вышел 15 мая 2007 года. Альбом посвящён теме различных праздников. В отличие от двух предыдущих альбомов, этот альбом записан без участия приглашённых артистов.

## Об альбоме
Ещё в 2004 году, сразу после выхода альбома «Радыё Крамбамбуля 0,33 FM», лидер группы Лявон Вольский рассказывал о планах сделать альбом праздничных песен. Альбом вышел 15 мая 2007 года и включает в себя 12 композиций. Все песни посвящены различным праздникам, как религиозным, так и государственным, так и светским. Это и Новый год, и Рождество, и День святого Валентина, и Ивана Купала, есть песни про День Октябрьской революции, про 1 Мая и про День дурака, а также посвящённые свадьбе и дню рождения, но есть и те праздники, которые больше известны заграницей — День святого Патрика и Хеллоуин. В этом альбоме все песни новые, поэтому на него не попали песни посвящённые 23 февраля и 8 марта, которые выходили на прошлом альбоме. В отличие от предыдущих работ группы на этом альбоме нет приглашённых артистов. По словам Лявона Вольского: «мы хотели сделать что-то с Сергеем Михалком, но он был всё время занят новым альбомом „Ляписов“, и беспокоить его нам было как-то неловко».
Презентация нового альбома прошла 23 мая в ресторане «Советский». Всё мероприятие было выдержано в духе времён застоя. Презентация также была приурочена к 5-ю группы. По этому случаю незадолго до юбилея был выпущен сборник «The Best albo Belarusian Disco», куда вошли лучшие песни Крамбамбули. По словам Вольского, проект «Крамбамбуля» с самого начала задумывался как оторванный от реальности, но со временем превратился во что-то большее:
Мы пытались делать проект целиком для отдыха. Без никаких подтекстов, опережая победу добра и справедливости в нашей стране. Да, мы делали проект, оторванный от реальности, от социума и политики вообще. Но, как показала практика, раньше или позже это начинает пресекаться. Так, на последнем диске все-таки можно услышать некоторые аллюзии и перекрещения с реальной жизнью.

## Список композиций
| №                   | Название                                                           | Длительность |
| ------------------- | ------------------------------------------------------------------ | ------------ |
| 1.                  | «Сьвята, якое заўжды з табой»                                      | 2:56         |
| 2.                  | «З Новым годам!»                                                   | 2:56         |
| 3.                  | «Безь цябе»                                                        | 5:26         |
| 4.                  | «Жыцьцё й выдатныя справы Сьвятога Патрыка»                        | 2:13         |
| 5.                  | «Дзень дурня»                                                      | 3:37         |
| 6.                  | «Вясна ў тваіх вачах»                                              | 3:17         |
| 7.                  | «Папараць-кветка»                                                  | 3:20         |
| 8.                  | «Налівай, бо не ядуць»                                             | 3:50         |
| 9.                  | «Сустракайце ў госьці (чарапы ды косьці)»                          | 2:51         |
| 10.                 | «7 лістапада Дзень Вялікай Кастрычніцкай Сацыялістычнай Рэвалюцыі» | 3:28         |
| 11.                 | «Дзень нараджэння»                                                 | 3:22         |
| 12.                 | «Калядная песьня»                                                  | 5:52         |
| Общая длительность: | Общая длительность:                                                | 43:07        |

## Участники записи
- Лявон Вольский — вокал (1-12), гитара (1, 3-12), клавиши (2, 3, 10, 12)
- Владислав Плющев — бас-гитара (1-12)
- Александр Хавкин — скрипка (1, 2, 4, 6, 7), клавиши (3, 5, 7, 8, 9, 11), губная гармоника (11)
- Сергей Кононович — гитара (1-12), мандолина (4)
- Николай Беланович — ударные (1-12), перкуссия (4-8, 10-12)
- Константин Карпович — тромбон (1, 2, 4-7, 9-11)
- Юрий Жданов — труба (1, 2, 4-7, 9-12)
- Ульяна Найден — специальный вокал
- Аня Козлова — специальный вокал
- Андрей Бобровко — запись, микширование, мастеринг[1]

## Рецензии
Эксперты с Experty.by хорошо приняли альбом, его средняя оценка 8,25 из 10. Критики отметили разнообразие использованных музыкальных стилей и вообще отличие альбома в плане звучания от предыдущих («крен в сторону гитарной и даже околоальтернативной музыки»), а также протестные нотки («Сваім вы Сталіным дасталі!»). Отмечалось, что все песни хороши по-своему, однако больших хитов здесь нет. Некоторые рецензенты выделили песню «Безь цябе», как «депрессивную» версию хита «Абсэнт» с первого альбома.